# Królowe
Królowe (daw. Królowa, Królówka, niem. Königsdorf) – wieś w Polsce, położona w województwie opolskim, w powiecie głubczyckim, w gminie Głubczyce.
Leży na terenie Nadleśnictwa Prudnik (obręb Prudnik).

## Historia
Wieś jest jedną z najstarszych miejscowości w okolicy. Została założona w okolicy 1265 r. jako własność króla Czech Przemysła Ottokara II. Krótko po założeniu w Królowym został wybudowany pierwszy mały kościół. W 1672 r. przez krótki okres stała się filią parafii Zawiszyce.  W 1800 roku w Królowym urodził się August Thill, założyciel jednego z pierwszych zakładów włókienniczych w Prudniku.
Obecny kościół został wybudowany w latach 1847–1849.
Do głosowania podczas plebiscytu na Górnym Śląsku uprawnionych było w Królowym 600 osób. Za Niemcami głosowało 598 osób, za Polską 1 osoba i oddano 1 głos nieważny. 7 marca 1945 r. Królowe wraz z Grudynią Małą, Grudynią Wielką i Milicami zajęła 60 Armia ZSRR. W latach 1945–1954 i 1973–1975 miejscowość należała do gminy Lisięcice. W latach 1975–1998 miejscowość administracyjnie należała do ówczesnego województwa opolskiego. Wiosną 1947 r. przez kilka tygodni w miejscowym młynie mieszkał mjr Zygmunt Szendzielarz ps. „Łupaszko”. 
We wsi występują gwary prudnickie.

## Zabytki
Do wojewódzkiego rejestru zabytków wpisane są:
- kościół par. pw. św. Wawrzyńca, z l. 1847–1849
- zagroda nr 10, z XIX w.:
  - dom
  - ogrodzenie z bramą i furtą
- zagroda nr 33:
  - dom
  - ogrodzenie z bramą i furtą, nie istnieje
- zagroda nr 44:
  - dom
  - ogrodzenie z bramą, nie istnieje
- zagroda nr 55/57, XIX w.:
  - dom
  - ogrodzenie z bramą
- zagroda nr 73:
  - dom
  - budynek gospodarczy, nie istnieje.

## Galeria

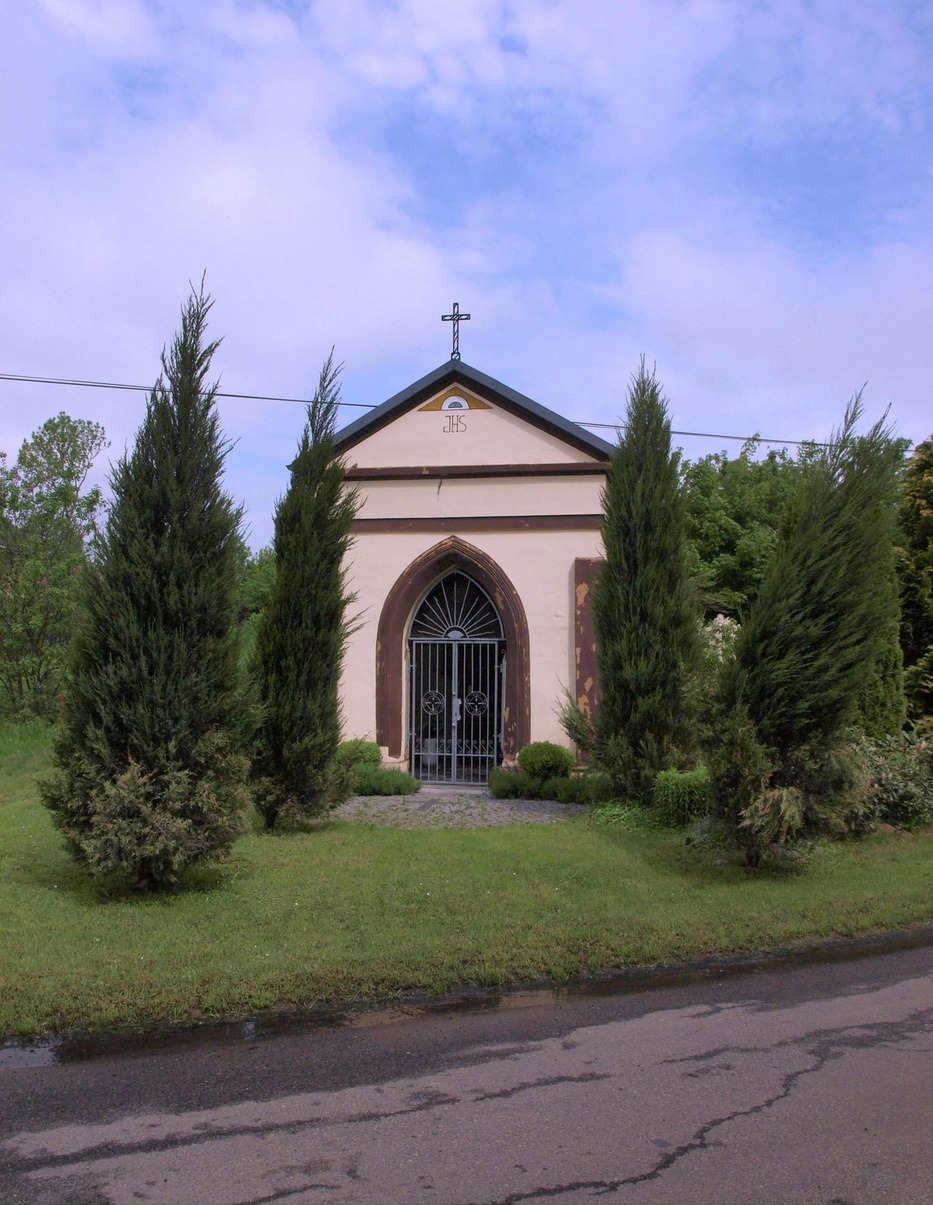
Kapliczka
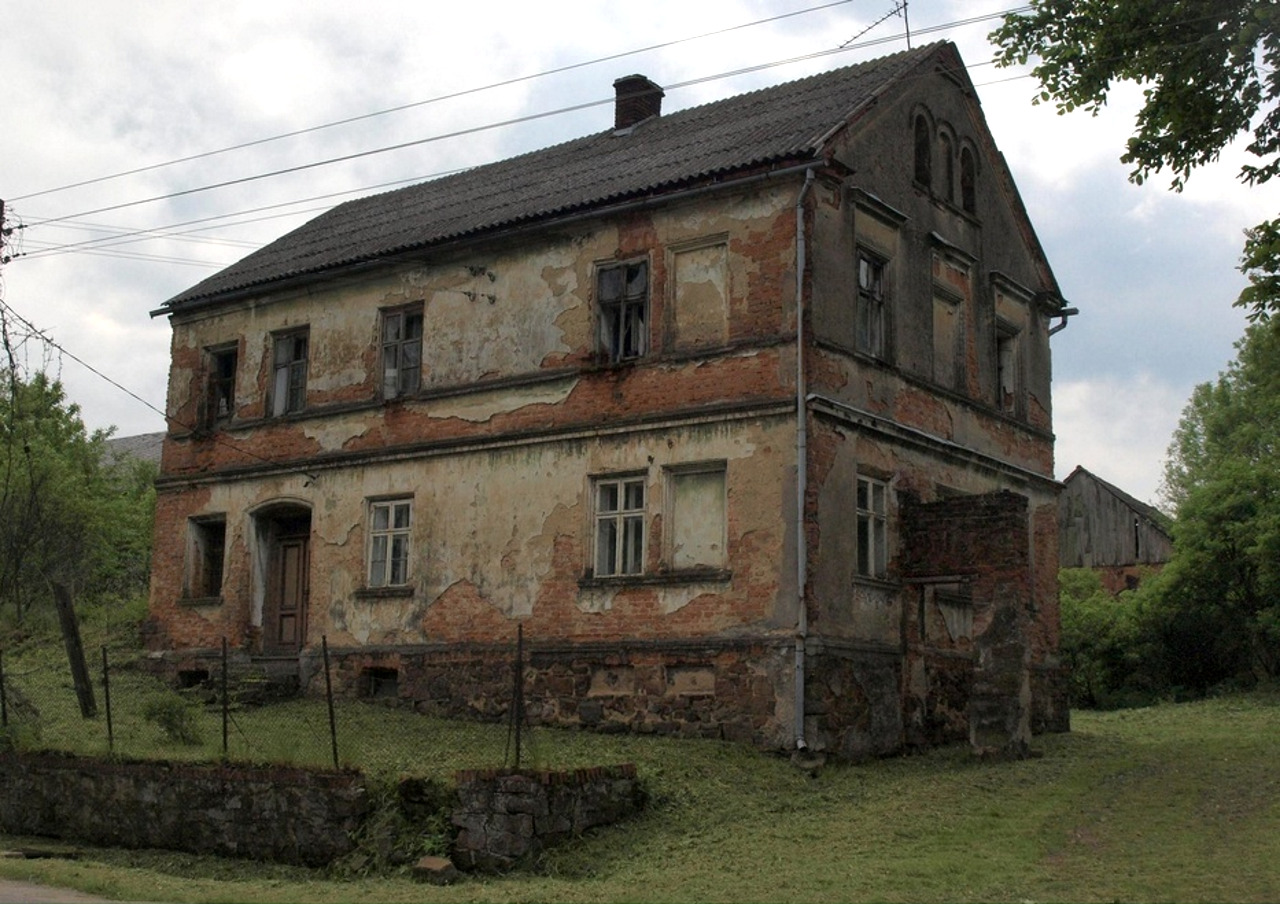
Dom
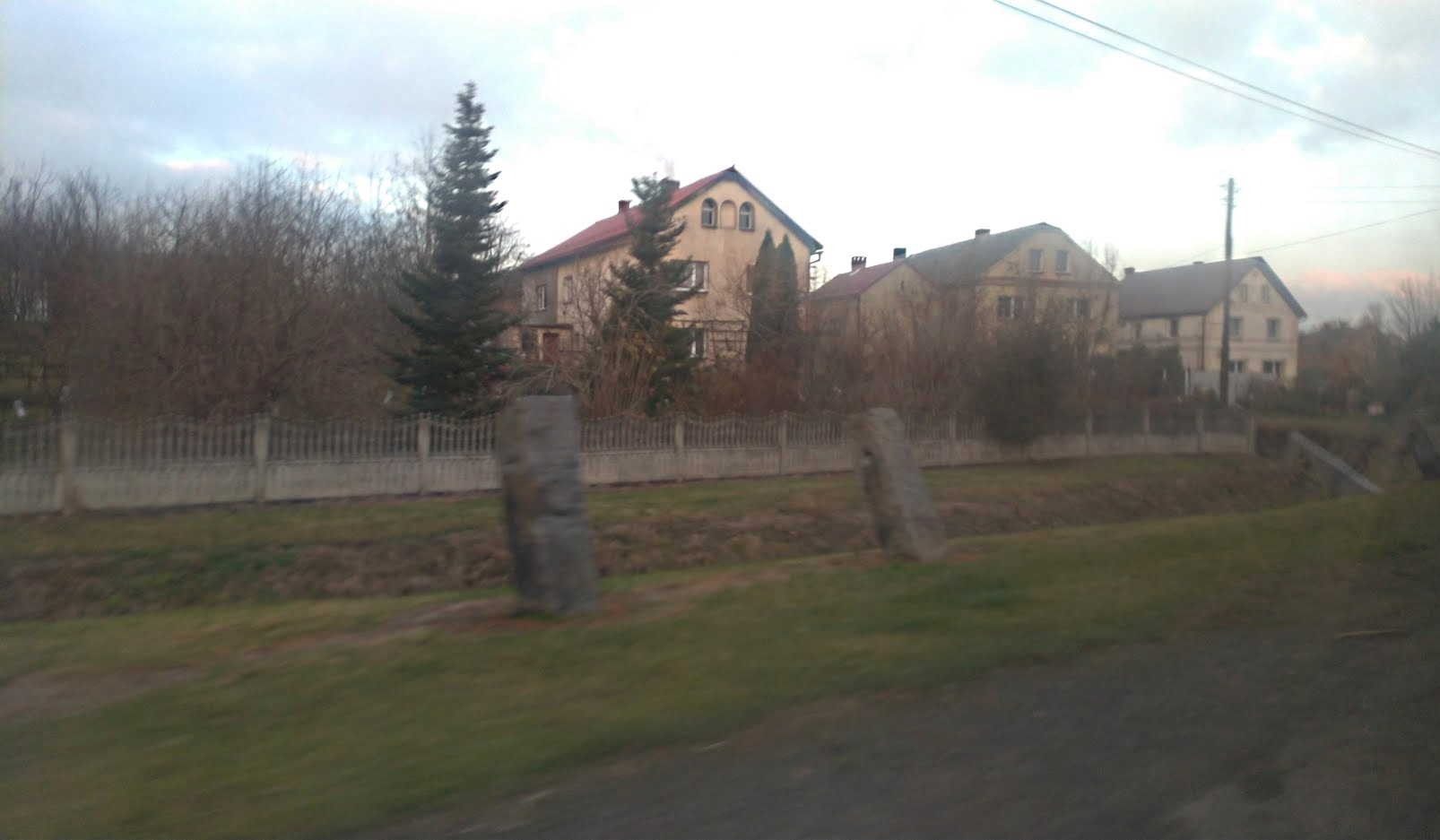
Domy